# Jan Berger (lední hokejista)
Jan Berger (* 8. února 1989, Hradec Králové) je český hokejový útočník.

## Hráčská kariéra
S hokejem začínal v mateřském klubu HC Hradec Králové, kde postupně prošel všemi mládežnickými kategoriemi. Za "A" mužstvo dospělých poprvé nastoupil v roce 2008, ve svých 19 letech. Nastupoval na střídavé starty také za HC Trutnov. V sezoně 2013/14 hostoval v HC Rebel Havlíčkův Brod, ale měl vyřízené zpětné střídavé starty do Hradce, kde debutoval proti mužstvu HC Plzeň v ELH. V následujícím ročníku hostoval v Salith Šumperk. V další sezoně měl vyřízené střídavé starty do HC Stadion Litoměřice.

## Jednotlivé sezony
- 2005-06 HC Hradec Králové - starší dorost (Liga)
- 2006-07 HC Hradec Králové - junioři (Extraliga)
- 2007-08 HC VCES Hradec Králové - junioři (Extraliga)
- 2008-09 HC VCES Hradec Králové - junioři (Liga), A-tým (1. liga)
- 2009-10 HC VCES Hradec Králové - junioři (Liga), A-tým (1. liga), HC Trutnov (2. liga)
- 2010-11 HC VCES Hradec Králové (1. liga), HC Trutnov - muži (2. liga)
- 2011-12 HC VCES Hradec Králové (1. liga), HC Trutnov - muži (2. liga)
- 2012-13 Královští lvi Hradec Králové (1. liga)
- 2013-14 HC Rebel Havlíčkův Brod (1. liga), Mountfield HK (ELH)
- 2014-15 Salith Šumperk (1. liga)
- 2015-16 HC Stadion Litoměřice (1. liga), Mountfield HK (ELH)
- 2016-17 SK Kadaň, HC Zubr Přerov (1. liga)
- 2017-18 HC Zubr Přerov (1. liga), Mountfield HK (ELH)
- 2018/2019 Mountfield HK ELH
- 2019/2020 Mountfield HK ELH